# Bonorejo
Bonorejo is een bestuurslaag in het regentschap Bojonegoro van de provincie Oost-Java, Indonesië. Bonorejo telt 1578 inwoners (volkstelling 2010).